# Svenska teatern i Stockholms uppsättningar
Det här är en lista över Svenska teaterns, Stockholm uppsättningar (ej komplett).

## Edvard och Louise Stjernström (1875-1879)
| År   | Produktion                                                          | Upphovsmän | Noter |
| ---- | ------------------------------------------------------------------- | --- | --- |
| 1875 | Ett handelshus En Fallit                                            | Bjørnstjerne Bjørnson | Premiär 19 januari 1875 Invigningspjäs |
| 1875 | Den sista triumfen Der letzte Triumph                               | Alexander Victor Wilhelmi | Premiär 3 februari 1875 Richard Wagner, fröken Wiborg |
| 1875 | Farinelli, eller Kungen och sångaren Farinelli, ou le Bouffe du Roi | Jules-Henri Vernoy de Saint-Georges, Auguste Pittaud de Forges, Adolphe de Leuven, och S.N. Ahlström Översättning Anders Lindeberg | Premiär 3 februari 1875 Carl Hjortberg, Valborg Torsslow, Walter Ahlström, Anna Charlotta Hellander, Mauritz Pousette, Oscar Malmgren                            |
| 1875 | Redaktören Redaktøren                                               | Bjørnstjerne Bjørnson | Premiär 17 februari 1875 |
| 1875 | Småstadsfruntimren Les Précieuses ridicules                         | Molière | Premiär 24 februari 1875 |
| 1875 | Arbetarna Les Ouvriers                                              | Eugène Manuel | Premiär 27 februari 1875 Richard Wagner, Hilda Klefberg, Sven Eduard Nilsson, fröken Gustafsson                                                                  |
| 1875 | Längtan efter äventyr eller Perukmakaren och hårfrisören            | Friedrich Kaiser | Premiär 27 februari 1875 |
| 1875 | Hittebarnet                                                         | August Blanche | Premiär 6 mars 1875 Fredrik Deland |
| 1875 | Kung Renés dotter                                                   | Henrik Hertz | Premiär 10 mars 1875 |
| 1875 | Don Cesar de Bazano                                                 | Dumanoir och Adolphe d'Ennery | Premiär 17 mars 1875 |
| 1875 | Familjen Poisson La Famille Poisson                                 | Joseph Isidore Samson | Premiär 1 april 1875 |
| 1875 | En herre som vaktar sin måg                                         | Marc-Antoine-Amédée Michel | Premiär 1 april 1875 Fredrik Deland |
| 1875 | Skogstjuven Der Holzdieb                                            | Heinrich Marschner och Johann Friedrich Kind                                                                                       | Premiär 1 april 1875 Virginia Paban, Carl August Rampeltin, herr Jacobson, fröken Wiese                                                                          |
| 1875 | En lektion på harpa                                                 | Albert Emil Brachvogel | Premiär 12 april 1875 Fredrik Deland, Walter Ahlström, Anna Charlotta Hellander, Jenny Roos                                                                      |
| 1875 | Så pudrar man folk                                                  | Eugène Labiche och Édouard Martin                                                                                                  | Premiär 21 april 1875 Fredrik Deland |
| 1875 | Döden fadder                                                        | August Blanche | Premiär 25 april 1875 |
| 1875 | Tadelskolan The School for Scandal                                  | Richard Brinsley Sheridan | Premiär 6 maj 1875 |
| 1875 | Innan man kapitulerar                                               | Egerius | Premiär 10 maj 1875 |
| 1875 | Orm i myrstack                                                      | Egerius | Premiär 10 maj 1875 |
| 1875 | En skördefest                                                       | Eduard Devrient och Wilhelm Taubert                                                                                                | Premiär 10 maj 1875 |
| 1875 | Ett resande teatersällskap                                          | August Blanche | Premiär 16 maj 1875 |
| 1875 | Garibaldi                                                           | Julius Rosen | Premiär 30 maj 1875 |
| 1875 | Cornelius Nepos                                                     | Ernst Lundquist | Premiär 29 augusti 1875 Anna Charlotta Hellander (1875), Lotten Dorsch-Bosin (1876), Richard Wagner, fröken Hammarstrand                                         |
| 1875 | Ett prästhus på landet                                              | Ulrika von Strussenfelt | Premiär 29 augusti 1875 |
| 1875 | Agander, Pagander och Winberg                                       | Édouard du Puy | Premiär 29 augusti 1875 |
| 1875 | Den girige L'Avare                                                  | Molière | Premiär 6 september 1875 Edvard Stjernström, Hilda Klefberg, Carl Fredrik Hjortberg                                                                              |
| 1875 | Siri Brahe och Johan Gyllenstierna                                  | Gustav III | Premiär 18 september 1875 Richard Wagner, Charlotte Pousette, Adolf Hellander, Mauritz Pousette, Olga Björkegren, Valborg Torsslow, August Palme                 |
| 1875 | Hovet i Biberack                                                    | Paul Vermond, Éduard Lafargue och Paul Siraudin                                                                                    | Premiär 18 september 1875 herr Stiegler, Sven Eduard Nilsson, Sophia Elisabeth Wretmark, Richard Wagner, Victor Holmquist, Hilda Klefberg, Walter Ahlström       |
| 1875 | Kabal och kärlek                                                    | Friedrich Schiller | Premiär 6 oktober 1875 |
| 1875 | Fästningen i Boston eller De tre arrestanterna                      | Emmanuel Dupaty | Premiär 20 oktober 1875 |
| 1875 | Porträttet                                                          | August von Kotzebue | Premiär 20 oktober 1875 Olga Björkegren |
| 1875 | Kämparna på Helgeland                                               | Henrik Ibsen | Premiär 4 november 1875 |
| 1875 | Kadettskolan i Stuttgard                                            | Heinrich Laube | Premiär 1 december 1875 |
| 1875 | Jean och Fanchette                                                  | Eugène Déjazet | Premiär 12 december 1875 |
| 1875 | Den inbillningssjuke Le Malade imaginaire                           | Molière | Premiär 12 december 1875 |
| 1875 | En hatt                                                             | Delphine de Girardin | Premiär 12 december 1875 |
| 1876 | Den ondsinta hustrun                                                | Charles-Guillaume Étienne | Premiär 6 januari 1876 |
| 1876 | Friaren från Värmland                                               | Johan Jolin | Premiär 6 januari 1876 Fredrik Deland, Richard Wagner, Victor Holmquist, Oscar Malmgren, Walter Ahlström, Olga Björkegren                                        |
| 1876 | Drottning Christina                                                 | Jeanette Stjernström | Premiär 26 januari 1876 Lotten Dorsch-Bosin, Mauritz Pousette, Richard Wagner, Ottilia Littmarck, herr Jacobson, Walter Ahlström, August Lindberg, herr Stiegler |
| 1876 | Familjen Mohrin                                                     | Johan Jolin | Premiär 16 februari 1876 Victor Holmquist, Ottilia Littmarck, Hilda Klefberg, Valborg Torsslow, fröken Johannesén, Walter Ahlström, Charlotte Pousette           |
| 1876 | De löjliga mötena                                                   | Nicolo Isouard | Premiär 16 februari 1876 |
| 1876 | Regina von Emmeritz                                                 | Zacharias Topelius och August Söderman                                                                                             | Premiär 11 mars 1876 Olga Björkegren |
| 1876 | En smädeskrift                                                      | Johan Jolin | Premiär 27 mars 1876 |
| 1876 | Bättre folk och pack                                                | Thomas Overskou | Premiär 16 april 1876 |
| 1876 | Emilies hjärtklappning                                              | Johan Ludvig Heiberg | Premiär 19 april 1876 |
| 1876 | Madame Angots dotter                                                | Charles Lecocq, Louis-François Clairville, Victor Koning och Paul Siraudin                                                         | Premiär 1 maj 1876 |
| 1876 | Mellan barken och trädet                                            | Ernst Lundquist | Premiär 22 maj 1876 |
| 1876 | Amors genistreck                                                    | Henrik Hertz | Premiär 22 maj 1876 |
| 1876 | Spelaren                                                            | August Wilhelm Iffland | Premiär 7 september 1876 |
| 1876 | Rataplan eller Den lille trumslagaren                               | Charles-Augustin de Bassompierre och Augustin Vizentini                                                                            | Premiär 7 september 1876 |
| 1876 | Kvinnolist                                                          | Jean-Nicolas Bouilly | Premiär 25 september 1876 Olga Björkegren |
| 1876 | Skyll er själv                                                      | | Premiär 25 september 1876 |
| 1876 | Abbén på äventyr                                                    | Laurencin och Clairville | Premiär 5 oktober 1876 |
| 1876 | En orättvisa                                                        | Virginie Ancelot | Premiär 12 oktober 1876 |
| 1876 | Karl XII på hemfärden                                               | James Planché | Premiär 23 oktober 1876 |
| 1876 | De båda blyge                                                       | Eugène Labiche och Marc-Antoine-Amédée Michel                                                                                      | Premiär 23 oktober 1876 |
| 1876 | De nygifta De nygifte                                               | Bjørnstjerne Bjørnson | Premiär 30 oktober 1876 Mauritz Pousette, Ottilia Littmarck, Richard Wagner, fröken Johannesén, Lotten Dorsch-Bosin                                              |
| 1876 | I Sverige 1676                                                      | Louise Stjernström | Premiär 8 november 1876 |
| 1876 | Ur sällskapslivet                                                   | Eduard von Bauernfeld | Premiär 20 november 1876 |
| 1876 | Kotteriernas makt                                                   | Eugène Scribe | Premiär 6 december 1876 Fredrik Deland, Edvard Stjernström, Richard Wagner, Anna Charlotta Hellander, fröken Hammarstrand, fröken Johannesén                     |
| 1877 | De oförsonlige                                                      | Ernst Lundquist | Premiär 19 februari 1877 Mauritz Pousette, Valborg Torsslow, herr Jacobson, Hilda Klefberg, Betty Uhrström                                                       |
| 1877 | Fjärilsfebern La Papillonne                                         | Victorien Sardou | Premiär 19 februari 1877 Richard Wagner, fröken Johannesén, herr Ström                                                                                           |
| 1877 | Bedragare och bedragne                                              | Parainetes (pseudonym) | Premiär 20 maj 1877 Richard Wagner, Hilda Klefberg, herr Jacobson, Lotten Dorsch-Bosin, Olga Björkegren, Virginia Paban, Adolf Hellander, Carl Fredrik Hjortberg |
| 1877 | Många vänner, lite vänskap Nos intimes                              | Victorien Sardou | Premiär 10 oktober 1877 Richard Wagner, Olga Björkegren, Mauritz Pousette                                                                                        |
| 1878 | Marquis de Villemer                                                 | George Sand | Premiär 29 januari 1878 Adolf Hellander, Richard Wagner, Sven Eduard Nilsson, Ottilia Littmarck, Clara Björlin, Mina Backlund, fröken Johannesén                 |
| 1878 | Syfröknarna                                                         | Frans Hodell | Premiär 18 april 1878 Richard Wagner |
| 1879 | Hvem är han? Hvem er han?                                           | Richard Kaufmann | Premiär 20 februari 1879 Richard Wagner, Oscar Bæckström, Valborg Moberg, Emil Hillberg                                                                          |

## Ludvig Josephson och Victor Holmquist (1879-1887)
| År   | Produktion                                        | Upphovsmän                                        | Regi | Noter                 |
| ---- | ------------------------------------------------- | ------------------------------------------------- | ---- | --------------------- |
| 1879 | Boccaccio                                         | Franz von Suppé, Camillo Walzel och Richard Genée |      |                       |
| 1882 | Lek ej med kärleken On ne badine pas avec l'amour | Alfred de Musset                                  |      |                       |
| 1882 | Apotekaren och perukmakaren                       | Jacques Offenbach och Élie Frébault               |      |                       |
| 1882 | Drottningens vallfart                             | Eugène Scribe och Richard Henneberg               |      |                       |
| 1882 | Herr Bengts hustru                                | August Strindberg                                 |      |                       |
| 1886 | Arbetarens hustru                                 | Minna Canth                                       |      | Premiär 17 april 1886 |

## Ludvig Josephson, Victor Holmquist och Frans Hedberg (1887-1890)
| År   | Produktion                                                  | Upphovsmän                                                        | Regi | Noter |
| ---- | ----------------------------------------------------------- | ----------------------------------------------------------------- | ---- | --- |
| 1888 | Mäster Smith eller Aristokrater äro vi alla                 | Johan Jolin                                                       |      | Premiär 8 september 1888 7 föreställningar |
| 1888 | Herrskap och tjänstfolk Les domestiques                     | Eugène Grangé och Raymond Deslandes Översättning Ludvig Josephson |      | Premiär 15 september 1888 Albert Ranft, fru Julin, fröken Lundvall, August Warberg, Edith Stenfeldt, Emil Ljungqvist, Otto Mauritz Sandgren, Concordia Selander, fröken Staberg, fröken Sommar, Fredrik Stenfeldt, herr Frankel |
| 1888 | Fröken Räf Fräulein Reineke                                 | Rudolf Kneisel Översättning Carl Oscar Wijkander                  |      | Premiär 19 september 1888 August Warberg, fru Julin, Anna Lundberg, Oscar Ekelund, Edith Stenfelt, Victor Holmquist, Otto Elg-Lundberg, fröken Jacobi, fröken Lundvall, Ludvig Fristedt, Otto Mauritz Sandgren, fröken Arvedson, fröken Staberg, Hjalmar Sjöberg, Hjalmar Selander, Concordia Selander, fröken Sommar 6 föreställningar |
| 1888 | Livet på landet                                             | Peter Fristrup och Hjalmar Selander Översättning Frans Hedberg    |      | Premiär 6 november 1888 Otto Elg-Lundberg, fröken Sommar, Bror Olsson, Hjalmar Selander, Ottilia Littmarck, Concordia Selander, fröken Lundvall, Otto Mauritz Sandgren, fru Julin, Vilhelm Olin, Sven Eduard Nilsson, Sophia Elisabeth Anna Elg-Lundberg, Victor Holmquist, August Warberg, Edith Stenfelt, Ludvig Fristedt, Hjalmar Sjöberg, herr Frankel, fröken Jacobi |
| 1889 | Seklernas nyårsnatt                                         | Gustaf af Geijerstam                                              |      | |
| 1889 | Byråkraten                                                  | Gustav von Moser                                                  |      | |
| 1889 | Fruntimmersskolan L'école des femmes                        | Molière                                                           |      | |
| 1889 | Mostrar                                                     | Emelie Lundberg                                                   |      | |
| 1889 | Flickornas gossar                                           | Charles Kjerulf och Peter Nansen                                  |      | |
| 1889 | Namnkunniga fruar Die Berühmte Frau                         | Franz von Schönthan och Gustav Kadelburg                          |      | Premiär 12 februari 1889 Fru Julin, Gustaf Ranft, Sophia Elisabeth Anna Elg-Lundberg, Hildur Gudmundsson, Vilhelm Olin, Otto Elg-Lundberg, Fröken Lundqvist, Edith Stenfelt, Bror Olsson |
| 1889 | Othellos triumf Othellos Erfolg                             | Edmund Alexander Läutner (Pseudonym för E. Arthur Lutze)          |      | Premiär 12 februari 1889 August Warberg, Ottilia Littmarck |
| 1889 | Frun från havet eller Käringen mot strömmen                 |                                                                   |      | Premiär 18 april 1889 2 föreställningar |
| 1889 | Hos portvakten                                              | Översättning Axel Bosin                                           |      | Premiär 20 april 1889 |
| 1889 | Andersson, Pettersson och Lundström                         | Frans Hodell                                                      |      | |
| 1889 | Pyramus och Thisbe                                          | Ernst Ahlgren och Axel Lundegård                                  |      | |
| 1889 | Mr. Pickwick                                                | Peter Raun Fristrup Översättning Frans Hedberg                    |      | Premiär 2 september 1889 Mauritz Svedberg, Vilhelm Olin, Carl Gustaf Rydgren, Hjalmar Selander, Clara Gardt, Hildur Gudmundsson, Lotten Olsson, herr Dorph-Petersen, Ottilia Littmarck, Hildur Carlberg, Agnes Lundvall, Betty Hermansson, Sven Eduard Nilsson, Victor Holmquist, Otto Mauritz Sandgren, Karl Hedberg, Gustaf Ranft, Otto Elg-Lundberg, Ludvig Fristedt, Oscar Ekelund, Concordia Selander, William Mattsson, Arthur Stavenow, Gustav Adolf Gardt, Emil Ljungqvist |
| 1889 | Kärlek                                                      | Edvard Brandes                                                    |      | |
| 1889 | Eva                                                         | Richard Voss Översättning Konni Wetzer                            |      | Premiär 15 oktober 1889 |
| 1889 | Ett litet troll                                             | Friedrich Gustav Triesch                                          |      | |
| 1889 | Kejsarens nya kläder                                        | Charles Kjerulf                                                   |      | |
| 1889 | En fattig ung mans äventyr Le roman d'un jeune homme pauvre | Octave Feuillet Översättning Fredrik Nikolas Berg                 |      | Premiär 25 december 1889 |
| 1890 | Rövarbandet Die Räuber                                      | Friedrich von Schiller                                            |      | Premiär 2 mars 1890 |

## Johan Wilhelm Smitt, Isaak Hirsch och Knut Wallenberg (1890-1891)
| År   | Produktion                         | Upphovsmän                                                             | Regi            | Noter |
| ---- | ---------------------------------- | ---------------------------------------------------------------------- | --------------- | --- |
| 1890 | Salig Toupinel Feu Toupinel        | Alexandre Bisson Översättning Karl Benzon                              |                 | Premiär 11 september 1890 Victor Holmquist, Otto Mauritz Sandgren, William Engelbrecht, Bror Olsson, Oscar Sternvall, Anna Pettersson                                                                               |
| 1890 | Durand och Durand Durand et Durand | Maurice Ordonneau och Albin Valabrègue Översättning Axel Bosin         |                 | Premiär 2 oktober 1890 |
| 1890 | Med största nöje                   | Gustav von Moser och Otto Girndt                                       |                 | Premiär 7 oktober 1890 |
| 1890 | Den ondes besegrare                | Thomas Overskou Översättning Jeanette Stjernström                      |                 | Premiär 26 december 1890 |
| 1891 | Tokerier Pension Schöller          | Wilhelm Jacoby och Carl Laufs Översättning Oscar Wijkander             |                 | Premiär 31 januari 1891 |
| 1891 | Kumlander Mein Leopold             | Adolph L'Arronge Bearbetning Harald Molander                           |                 | Premiär 18 mars 1891 |
| 1891 | Bröllopet på Ulfåsa                | Frans Hedberg                                                          | Harald Molander | Premiär 23 april 1891 Gustaf Ranft, Anna Pettersson, William Engelbrecht, Anna Sternvall, Oscar Sternvall, Erik Skotte, Anna Lisa Hwasser-Engelbrecht, Sven Eduard Nilsson, Amanda Rylander, Lotten Lundberg-Seelig |
| 1891 | Jorden runt på 80 dagar            | Adolphe d'Ennery Bearbetning Erik Bøgh, Axel Bosin, Birger Schöldström |                 | Premiär 9 maj 1891 |

## Albert Ranft (1898-1925)
| År   | Produktion                                                      | Upphovsmän                                                                         | Regi                             | Noter |
| ---- | --------------------------------------------------------------- | ---------------------------------------------------------------------------------- | -------------------------------- | --- |
| 1898 | Bröllopet på Ulfåsa                                             | Frans Hedberg                                                                      | Harald Molander                  | Premiär 6 september 1898 Valborg Holmlund, Anders de Wahl, Gustaf Ranft, Lotten Olsson, Gerda Lundequist, Oscar Eliason, Bror Olsson, John Wahlbom, Rosa Grünberg, August Lindberg, Oscar Byström, Carl Barcklind, Linda Boström |
| 1898 | Vid rikets port Ved Rigets Port                                 | Knut Hamsun                                                                        |                                  | Premiär 28 september 1898 Anders de Wahl, Lina Sandell, Oscar Byström, August Lindberg, Gerda Lundequist, Elsa Friberg, Oscar Eliason, Bror Olsson |
| 1898 | Lars-Anders och Jan-Anders och deras barn                       |                                                                                    |                                  | Premiär 20 november 1898 Victor Lundberg, Anna Sofia Rustan, Georgina Barcklind, Konstantin Axelsson, Tyra Dörum, Bror Olsson, Carl Barcklind, Frida Kumlin |
| 1898 | Familjen Jensen Familien Jensen                                 | Edgard Høyer Översättning Anna Wahlenberg                                          | Albert Ranft                     | Premiär 7 december 1898 Emil Hillberg, Anna Sofia Rustan, Hilda Borgström, Lotten Olsson, Anders de Wahl, Fredrik Hedlund, Gustaf Ranft, Oscar Byström, Oscar Eliason, Olga Andersson, John Wahlbom, Linda Boström, Bror Olsson, Victor Lundberg, Elisabeth Hjortberg, fröken Åberg, Elsa Friberg |
| 1898 | Konung Richard II The Life and Death of King Richard the Second | William Shakespeare                                                                | August Lindberg                  | Premiär 7 december 1898 August Lindberg, Bror Olsson, Sigge Malmgren, Gustaf Ranft, Anders de Wahl, Oscar Eliason, William Engelbrecht, August Teodor Boström, Fredrik Hedlund, John Riégo, Edvard Strindin, Carl Otto Lindmark, Constance Gottschalck, Gerda Lundequist, Linda Boström, Olga Andersson, fröken Åberg, Victor Lundberg |
| 1899 | Härmännen på Helgeland Hærmændene paa Helgeland                 | Henrik Ibsen                                                                       |                                  | Premiär 24 februari 1899 Emil Hillberg, William Engelbrecht, Anders de Wahl, Carl Barcklind, Constance Gottschalck, Gerda Lundequist, John Wahlbom, Edvard Strindin, eleven Textorius |
| 1899 | Stor-Klas och Lill-Klas                                         | Gustaf af Geijerstam                                                               | Harald Molander                  | Premiär 25 februari 1899 Gustaf Ranft, Anders de Wahl, Emil Hillberg, Oscar Johanson, Linda Boström, Lisa Håkansson, Lina Sandell, Elisabeth Hjortberg, John Riégo, Elsa Friberg, Harald Boström, John Wahlbom, Axel Södergren, Astri Torsell, Margit Torsell, Gösta Hillberg, Sigge Malmgren, herr Wiberg, Edvard Strindin, Carl Wilhelm Åkerblom, Per Olof Alexander Dahlberg, herr Granander, Ester Rising |
| 1899 | Vävarna Die Weber                                               | Gerhart Hauptmann                                                                  |                                  | Premiär 11 april 1899 William Engelbrecht, Bror Olsson, herr Helm, Emile Stiebel, Anders de Wahl, Victor Lundberg, herr Malmgren, Harald Boström, elev Wallström, fröken Tuné, herr Granander, Constance Gottschalck, Olga Andersson, elev Textorius, Elisabeth Hjortberg, Oscar Eliason, August Lindberg, Sigge Malmgren, Anna Sofia Rustan, Ester Rising, Fredrik Hedlund, Oscar Byström, John Riégo, Gustaf Ranft, herr Bergqvist, herr Wiberg, fröken Friberg, Carl Otto Lindmark, fröken Magnusson, John Wahlbom, Erik A. Petschler, herr Eriksson, fröken Damstedt, Gösta Hillberg, Linda Boström, Vilhelm Olin, Lina Sandell, Hilda Borgström, Thure Holm, Edvard Strindin, herr Lund, Carl Wilhelm Åkerblom, herr Dahlberg, Carl Barcklind, herr Nilsson, herr Larsson, Lotten Olsson, fru Franck, fröken Hultberg, fröken Hedberg, fröken Händel |
| 1899 | Helgonsnidaren Der Herrgottschnitzer von Ammergau               | Ludwig Ganghofer och Hans Neuert Bearbetning Harald Molander                       | Harald Molander                  | Premiär 12 maj 1899 Gustaf Ranft, Constance Gottschalck, Oscar Byström, Elisabeth Hjortberg, Anders de Wahl, John Wahlbom, Oscar Eliason, John Riégo, Bror Olsson, Carl Barcklind, Linda Boström, Edvard Strindin, Fredrik Hedlund, Carl Wilhelm Åkerblom, Emile Stiebel, Elsa Friberg, Ester Rising, fru Franck, fröken Damstedt, Erik A. Petschler |
| 1899 | Sapho                                                           | Alphonse Daudet                                                                    |                                  | Premiär 1 september 1899 Julia Håkansson, Tore Svennberg, Bror Olsson, Oscar Johanson, Lotten Olsson, John Riégo, Linda Boström, Elisabeth Hjortberg, Gerda Lundequist |
| 1899 | Stora syster L'ainée                                            | Jules Lemaître                                                                     |                                  | Premiär 19 september 1899 John Riégo, August Lindberg, Bror Olsson, Oscar Sternvall, Oscar Johanson, Axel Södergren, Gösta Hillberg, John Wahlbom, Lotten Olsson, Linda Boström, Lina Sandell, Gerda Lundequist, Elsa Friberg, Astri Torsell, Margit Torsell, Lisa Håkansson |
| 1899 | Gustav Vasa                                                     | August Strindberg                                                                  | Harald Molander                  | Premiär 17 oktober 1899 Emil Hillberg, Anders de Wahl, Oscar Johanson, Gerda Lundequist, Julia Håkansson, August Lindberg, Lotten Olsson, Axel Södergren, Gustaf Ranft, Gösta Hillberg, Tore Svennberg, Oscar Sternvall, Bror Olsson, Linda Boström, Elsa Friberg, John Wahlbom, John Riégo, Lina Sandell, Lisa Håkansson |
| 1899 | Erik XIV                                                        | August Strindberg                                                                  | Harald Molander                  | Premiär 30 november 1899 Anders de Wahl, Oscar Johanson, Bror Olsson, Tore Svennberg, August Lindberg, Axel Södergren, Per Olof Alexander Dahlberg, Gustaf Ranft, Sigge Malmgren, herr Wiberg, John Riégo, Gösta Hillberg, John Wahlbom, Oscar Sternvall, Gerda Lundequist, Lina Sandell, Julia Håkansson, Märtha Carlander |
| 1900 | När vi döda vakna Når vi døde vågner                            | Henrik Ibsen Översättning Edvard Alkman                                            |                                  | Premiär 14 februari 1900 August Lindberg, Julia Håkansson, Tore Svennberg, Gerda Lundequist, Oscar Sternvall, Märtha Carlander Scenografi Carl Grabow |
| 1900 | En skugga                                                       | Knut Michaelson                                                                    |                                  | Premiär 24 februari 1900 |
| 1900 | Den sköna Helena La belle Hélène                                | Jacques Offenbach, Henri Meilhac och Ludovic Halévy Översättning Ernst Wallmark    |                                  | Premiär 5 april 1900 |
| 1900 | Riddar Blåskägg Barbe-Bleue                                     | Jacques Offenbach, Henri Meilhac och Ludovic Halévy Översättning Ernst Wallmark    |                                  | Premiär 19 maj 1900 |
| 1900 | Kung Harlekin König Harlekin                                    | Rudolf Lothar Översättning Frans Hedberg                                           | Harald Molander                  | Premiär 1 september 1900 Gerda Lundequist, Oscar Johanson, Gustaf Ranft, herr Östergren, Axel Södergren, Anders de Wahl, John Riégo, Gösta Hillberg, Lina Sandell, Carl Otto Lindmark, Carl Browallius, John Wahlbom, Oscar Sternvall, Sigge Malmgren, August Teodor Boström, Edvard Strindin, Linda Boström, Konstantin Axelsson |
| 1900 | Lavendel Sweet Lavender                                         | Arthur Wing Pinero                                                                 |                                  | Premiär 14 september 1900 |
| 1900 | Agnes Jordan                                                    | Georg Hirschfeld                                                                   | Harald Molander                  | Premiär 27 september 1900 Anders de Wahl, Einar Fröberg |
| 1900 | En lyckoriddare                                                 | Harald Molander                                                                    | Harald Molander                  | Premiär 18 oktober 1900 Scenografi Carl Grabow |
| 1900 | Värmlänningarna                                                 | Fredrik August Dahlgren och Andreas Randel                                         |                                  | Premiär 11 november 1900 |
| 1900 | Provkandidaten Der Probekandidat                                | Max Dreyer Översättning Karl Hedberg                                               |                                  | Premiär 4 december 1900 |
| 1901 | Folkungasagan                                                   | August Strindberg                                                                  | Karl Hedberg                     | Premiär 25 januari 1901 Scenografi Carl Grabow |
| 1901 | Preciosa                                                        | Carl Maria von Weber och Pius Alexander Wolff                                      |                                  | Premiär 3 februari 1901 |
| 1901 | En skandal En Skandale                                          | Otto Benzon Översättning Oscar Wijkander                                           |                                  | Premiär 19 februari 1901 |
| 1901 | Samhällets pelare Samfundets støtter                            | Henrik Ibsen                                                                       |                                  | Premiär 6 mars 1901 |
| 1901 | Solfjädern Lady Windermere's fan                                | Oscar Wilde                                                                        |                                  | Premiär 28 mars 1901 |
| 1901 | Midsommar                                                       | August Strindberg                                                                  |                                  | Premiär 17 april 1901 |
| 1901 | Ett dockhem Et Dukkehjem                                        | Henrik Ibsen                                                                       |                                  | Premiär 4 maj 1901 |
| 1901 | Kameliadamen La Dame aux camélias                               | Alexandre Dumas den yngre                                                          |                                  | Premiär 15 maj 1901 |
| 1901 | De ungas förbund De unges forbund                               | Henrik Ibsen                                                                       |                                  | Premiär 8 oktober 1901 |
| 1901 | Generaldirektören Monsieur le Directeur                         | Alexandre Bisson                                                                   |                                  | Premiär 11 december 1901 |
| 1902 | Leve livet Es lebe das Leben!                                   | Hermann Sudermann Översättning Frans Hedberg                                       |                                  | Premiär 14 mars 1902 |
| 1902 | Guldspindeln Die goldene Spinne                                 | Franz von Schönthan Översättning Oscar Wijkander                                   |                                  | Premiär 15 april 1902 |
| 1902 | Sherlock Holmes                                                 | Walter Christmas Översättning Frans Hedberg                                        |                                  | Premiär 24 april 1902 Knut Nyblom, Georgina Barcklind, Alfred Lundberg, Albin Lavén, Louise Fahlman, M. Johansson, Mathilda Caspér, Helfrid Lambert, Justus Hagman, Victor Lundberg, Thure Holm, Ivar Nilsson, herr Clementson, Carl Barcklind, H. Ohlsson, Elis Olsson, Erik A. Petschler, Valdemar Bentzen |
| 1902 | Advokaten Knifving                                              | Frans Hedberg                                                                      |                                  | Premiär 4 december 1902 |
| 1903 | Gamla Heidelberg Alt-Heidelberg                                 | Wilhelm Meyer-Förster                                                              |                                  | Premiär 4 februari 1903 |
| 1903 | Monna Vanna                                                     | Maurice Maeterlinck                                                                |                                  | Premiär 15 april 1903 |
| 1903 | Storhertiginnan av Gerolstein La Grande-Duchesse de Gérolstein  | Jacques Offenbach, Henri Meilhac och Ludovic Halévy Översättning Ludvig Strindberg |                                  | Premiär 20 maj 1903 |
| 1903 | Galeotto El gran Galeoto                                        | José Echegaray Översättning Oscar Wijkander                                        |                                  | Premiär 15 december 1903 |
| 1904 | Kärlekens komedi Kjærlighedens Komedie                          | Henrik Ibsen Översättning Harald Molander                                          |                                  | Premiär 8 januari 1904 |
| 1904 | Sabinskornas bortrövande Der Raub der Sabinerinnen              | Paul och Franz von Schönthan                                                       |                                  | Premiär 3 februari 1904 |
| 1904 | Den arme Henrik Der arme Heinrich                               | Gerhart Hauptmann                                                                  |                                  | Premiär 10 mars 1904 |
| 1904 | Floden Der Strom                                                | Max Halbe                                                                          |                                  | Premiär 24 mars 1904 |
| 1904 | Fripassageraren Der blinde Passagier                            | Oscar Blumenthal och Gustav Kadelburg                                              |                                  | Premiär 17 april 1904 |
| 1904 | Etatsrådets stiftelse                                           | Edgar Höijer                                                                       |                                  | Premiär 18 maj 1904 |
| 1904 | Stenbocken i Värend                                             | Richard Melander                                                                   |                                  | Premiär 8 september 1904 |
| 1904 | Efterträdaren Second ménage                                     | André Sylvane                                                                      |                                  | Premiär 8 september 1904 |
| 1904 | Affär är affär Les Affaires sont les affaires                   | Octave Mirbeau                                                                     |                                  | Premiär 14 september 1904 |
| 1904 | Den frånvarande L'Absent                                        | Georges Mitchell Översättning Frans Hedberg                                        |                                  | Premiär 29 september 1904 |
| 1904 | Lucifer Lucifero                                                | Enrico Annibale Butti Översättning Ernst Lundquist                                 |                                  | Premiär 17 oktober 1904 |
| 1905 | Daglannet                                                       | Bjørnstjerne Bjørnson                                                              |                                  | Premiär 23 januari 1905 |
| 1905 | Amor och Hymen                                                  | Tor Hedberg                                                                        |                                  | Premiär 22 februari 1905 |
| 1905 | Greven av Antwerpen                                             | Per Hallström                                                                      |                                  | Premiär 15 mars 1905 |
| 1905 | Uppståndelse Résurrection                                       | Leo Tolstoj Bearbetning Henry Bataille Översättning Frans Hedberg                  |                                  | Premiär 7 april 1905 |
| 1905 | Fjärde paragrafen Der Familientag                               | Gustav Kadelburg                                                                   |                                  | Premiär 4 maj 1905 |
| 1905 | Hemmet Heimat                                                   | Hermann Sudermann                                                                  |                                  | Premiär 1 september 1905 Betty Nansen |
| 1905 | Vi skiljas! Divorçons!                                          | Victorien Sardou och Émile de Najac                                                |                                  | Premiär 2 september 1905 Betty Nansen |
| 1905 | En lektion                                                      | Walter Christmas                                                                   |                                  | Premiär 21 september 1905 Betty Nansen |
| 1905 | Agnete                                                          | Amalie Skram                                                                       |                                  | Premiär 2 oktober 1905 Betty Nansen |
| 1905 | Livets dal Das Tal des Lebens                                   | Max Dreyer                                                                         |                                  | Premiär 20 oktober 1905 Betty Nansen |
| 1905 | Kameliadamen La Dame aux camélias                               | Alexandre Dumas den yngre                                                          |                                  | Premiär 8 december 1905 Betty Nansen |
| 1906 | Regina von Emmeritz                                             | Zacharias Topelius                                                                 | Karl Hedberg                     | Premiär 4 januari 1906 Hedvig Nenzén Scenografi Carl Grabow |
| 1906 | Ett hems drama                                                  | Tor Hedberg                                                                        |                                  | Premiär 30 januari 1906 |
| 1906 | Flyttfåglar Oiseaux de passage                                  | Maurice Donnay och Lucien Descaves                                                 |                                  | Premiär 2 mars 1906 |
| 1906 | Hjältar Arms and the Man                                        | George Bernard Shaw                                                                |                                  | Premiär 17 mars 1906 |
| 1906 | Fruarna Montanbrèche Mesdames Montanbrèche                      | Clairville och Victor Bernard                                                      |                                  | Premiär 21 april 1906 |
| 1906 | Gillets hemlighet                                               | August Strindberg                                                                  | Karl Hedberg                     | Premiär 7 maj 1906 |
| 1906 | Livet på landet Ut mine Stromtid                                | Fritz Reuter                                                                       |                                  | Premiär 1 september 1906 |
| 1906 | En idealisk äkta man An Ideal Husband                           | Oscar Wilde                                                                        |                                  | Premiär 12 september 1906 |
| 1906 | Gurre                                                           | Holger Drachmann                                                                   |                                  | Premiär 29 oktober 1906 |
| 1906 | Småborgare Мещане, Meschtschane                                 | Maksim Gorkij                                                                      |                                  | Premiär 15 november 1906 |
| 1906 | Pelléas och Mélisande Pelléas et Mélisande                      | Maurice Maeterlinck                                                                |                                  | Premiär 29 november 1906 |
| 1906 | Gustav Vasa                                                     | August Strindberg                                                                  |                                  | Premiär 27 december 1906 |
| 1907 | Konung Henrik den fjärde Henry the Fourth                       | William Shakespeare                                                                |                                  | Premiär 14 januari 1907 |
| 1907 | Sodoms undergång Sodoms Ende                                    | Hermann Sudermann Översättning Ernst Lundquist                                     |                                  | Premiär 8 februari 1907 |
| 1907 | Ett dockhem Et Dukkehjem                                        | Henrik Ibsen                                                                       |                                  | Premiär 5 mars 1907 |
| 1907 | Johan Ulfstjerna                                                | Tor Hedberg                                                                        |                                  | Premiär 12 mars 1907 |
| 1907 | Ett drömspel                                                    | August Strindberg                                                                  |                                  | Premiär 17 april 1907 |
| 1907 | Husarfeber Husarenfieber                                        | Gustav Kadelburg                                                                   |                                  | Premiär 30 april 1907 |
| 1907 | Gamla Heidelberg Alt-Heidelberg                                 | Wilhelm Meyer-Förster                                                              |                                  | Premiär 31 augusti 1907 Gunnar Wingård |
| 1907 | Kronbruden                                                      | August Strindberg                                                                  | Victor Castegren                 | Premiär 14 september 1907 |
| 1907 | Mannen och hans överman Man and Superman                        | George Bernard Shaw                                                                |                                  | Premiär 27 september 1907 |
| 1907 | Johannes                                                        | Hermann Sudermann                                                                  |                                  | Premiär 26 november 1907 |
| 1907 | Mäster Olof                                                     | August Strindberg                                                                  |                                  | Premiär 14 december 1907 |
| 1908 | En vintersaga The Winter's Tale                                 | William Shakespeare                                                                |                                  | Premiär 17 januari 1908 |
| 1908 | Tjuven                                                          | Max Bernstein                                                                      |                                  | Premiär 14 februari 1908 |
| 1908 | Två konungar                                                    | Ernst Didring                                                                      |                                  | Premiär 11 mars 1908 Gustav III: Gunnar Wingård, Bellman: Oscar Johansson, Maria Ahrén, Constance Byström |
| 1908 | Paracelsus                                                      | Arthur Schnitzler Översättning Gunnar Klintberg                                    |                                  | Premiär 3 april 1908 Gunnar Klintberg, Anna Rosén |
| 1908 | Elga                                                            | Gerhart Hauptmann Översättning Axel Wijkander                                      |                                  | Premiär 3 april 1908 |
| 1908 | Under epåletten Sous l'Épaulette                                | Arthur Bernède                                                                     |                                  | Premiär 23 april 1908 |
| 1908 | Kvinnans vapen                                                  | Robert de Flers och Gaston Arman de Caillavet                                      |                                  | Premiär 8 maj 1908 |
| 1908 | Mannen och hans överman Man and Superman                        | George Bernard Shaw                                                                |                                  | Premiär 2 september 1908 |
| 1908 | Den stora mängden                                               | Rudolf Lothar och Leopold Lipschütz                                                |                                  | Premiär 8 september 1908 |
| 1908 | Simson Samson                                                   | Henry Bernstein                                                                    |                                  | Premiär 22 september 1908 |
| 1908 | Mrs Warrens yrke Mrs. Warren's Profession                       | George Bernard Shaw                                                                |                                  | Premiär 6 oktober 1908 Gunnar Wingård, Paula Lindstedt, Louise Fahlman, Ivan Hedquist, Herr Ahrén |
| 1908 | Mikael                                                          | Tor Hedberg                                                                        |                                  | Premiär 28 oktober 1908 |
| 1908 | Jätten Finn                                                     | John Wigforss                                                                      |                                  | Premiär 13 november 1908 |
| 1908 | Geografi och kärlek Geografi og kjærlighet                      | Bjørnstjerne Bjørnson                                                              |                                  | Premiär 22 november 1908 |
| 1908 | Karen Borneman                                                  | Hjalmar Bergstrøm                                                                  |                                  | Premiär 1 december 1908 |
| 1908 | Rosmersholm eller De vita hästarna Rosmersholm                  | Henrik Ibsen                                                                       |                                  | Premiär 14 december 1908 |
| 1908 | Dörrn på glänt                                                  | Oscar Blumenthal och Gustav Kadelburg                                              |                                  | Premiär 26 december 1908 |
| 1909 | Den röda hanen Den røde Hane                                    | Palle Rosenkrantz                                                                  |                                  | Premiär 16 januari 1909 |
| 1909 | Othello                                                         | William Shakespeare                                                                |                                  | Premiär 10 februari 1909 |
| 1909 | Mrs Dot                                                         | W. Somerset Maugham                                                                | Karl Hedberg                     | Premiär 25 februari 1909 |
| 1909 | Bjälbojarlen                                                    | August Strindberg                                                                  | Victor Castegren                 | Premiär 26 mars 1909 |
| 1909 | Tjänaren i huset The Servant in the House                       | Charles Rann Kennedy                                                               | Victor Castegren                 | Premiär 15 april 1909 |
| 1909 | Moral                                                           | Ludwig Thoma                                                                       |                                  | Premiär 1 maj 1909 |
| 1909 | Kungen Le roi                                                   | Robert de Flers och Gaston Arman de Caillavet Översättning Algot Sandberg          |                                  | Premiär 6 oktober 1909 |
| 1909 | Djävulens lärjunge The Devil's Disciple                         | George Bernard Shaw                                                                | Karl Hedberg                     | Premiär 27 november 1909 |
| 1910 | Den okända La femme X                                           | Alexandre Bisson                                                                   |                                  | Premiär 6 januari 1910 |
| 1910 | Ybeck                                                           | Ludvig Nordström                                                                   |                                  | Premiär 26 januari 1910 Tore Svennberg, Louise Fahlman, Pauline Brunius, Constance Byström, Lotten Seelig-Sandberg, John W. Brunius, Gustaf Ranft, Lars Hanson, Ivar Kåge |
| 1910 | Karlavagnen Kärlekens krokvägar                                 | Tor Hedberg                                                                        |                                  | Premiär 1 mars 1910 |
| 1910 | Den bergtagna                                                   | Ernst Ahlgren och Axel Lundegård                                                   |                                  | Premiär 15 mars 1910 |
| 1910 | Nils Ehrensköld                                                 | Gustaf von Horn                                                                    |                                  | Premiär 30 mars 1910 |
| 1910 | Örnarna                                                         | Ernst Didring                                                                      | Karl Hedberg                     | Premiär 15 april 1910 |
| 1910 | Chokladprinsessan La Petite chocolatière                        | Paul Gavault                                                                       |                                  | Premiär 7 maj 1910 |
| 1910 | Högre politik                                                   | Richard Skowronnek                                                                 | Karl Hedberg                     | Premiär 1 september 1910 4 föreställningar |
| 1910 | Den okända La femme X                                           | Alexandre Bisson                                                                   |                                  | Premiär 6 september 1910 30 föreställningar |
| 1910 | Den heliga lunden Le bois sacre                                 | Robert de Flers och Gaston Arman de Caillavet                                      | Karl Hedberg                     | Premiär 13 september 1910 17 föreställningar |
| 1910 | De ungas förbund De unges forbund                               | Henrik Ibsen                                                                       | Victor Castegren                 | Premiär 29 september 1910 20 föreställningar |
| 1910 | Geografi och kärlek Geografi og Kærlighed                       | Bjørnstjerne Bjørnson                                                              | Bjørn Bjørnson                   | Premiär 14 oktober 1910 16 föreställningar |
| 1910 | Barrikaden La barricade                                         | Paul Bourget                                                                       |                                  | Premiär 29 oktober 1910 5 föreställningar |
| 1910 | Konserten Das Konzert                                           | Hermann Bahr                                                                       |                                  | Premiär 10 november 1910 48 föreställningar |
| 1910 | Min nièce                                                       | Gustaf von Horn                                                                    |                                  | Premiär 28 december 1910 3 föreställningar |
| 1911 | Gamla Heidelberg Alt-Heidelberg                                 | Wilhelm Meyer-Förster                                                              |                                  | Premiär 1 januari 1911 25 föreställningar |
| 1911 | Wallenstein                                                     | Friedrich Schiller                                                                 | Gunnar Klintberg                 | Premiär 20 januari 1911 20 föreställningar |
| 1911 | Smith                                                           | W. Somerset Maugham                                                                | Karl Hedberg                     | Premiär 7 februari 1911 3 föreställningar |
| 1911 | Mohrens sista suck På Madagaskar                                | Petrus Blomberg och Julius Bagge Anton Kull och Carl August Forssman               |                                  | Premiär 11 februari 1911 Studentspex 4 föreställningar |
| 1911 | En vintersaga The Winter's Tale                                 | William Shakespeare                                                                |                                  | Premiär 17 februari 1911 9 föreställningar |
| 1911 | Gösta Berlings saga                                             | Selma Lagerlöf                                                                     | Albert Ranft                     | Premiär 4 mars 1911 40 föreställningar |
| 1911 | Lögnens ansikten                                                | Stellan Rye                                                                        | Victor Castegren                 | Premiär 10 april 1911 10 föreställningar |
| 1911 | Kärlekens ögon Kjærlighetens øyne                               | Johan Bojer                                                                        |                                  | Premiär 20 april 1911 6 föreställningar |
| 1911 | En hustru för mycket La Passerelle                              | Francis de Croisset                                                                | Gunnar Klintberg                 | Premiär 1 maj 1911 11 föreställningar |
| 1911 | Generaldirektören Monsieur le Directeur                         | Alexandre Bisson och Fabrice Carré                                                 |                                  | Premiär 12 maj 1911 10 föreställningar |
| 1911 | Blott en dröm                                                   | Lothar Schmidt                                                                     | Karl Hedberg                     | Premiär 20 maj 1911 10 föreställningar |
| 1911 | Gardesofficeren A Testör                                        | Ferenc Molnár                                                                      | Gunnar Klintberg                 | Premiär 1 september 1911 23 föreställningar |
| 1911 | Ett handelshus En fallit                                        | Bjørnstjerne Bjørnson                                                              | Victor Castegren                 | Premiär 22 september 1911 14 föreställningar |
| 1911 | Gamla Heidelberg Alt-Heidelberg                                 | Wilhelm Meyer-Förster                                                              |                                  | Premiär 3 oktober 1911 13 föreställningar |
| 1911 | Kämparna på Helgeland Hærmændene paa Helgeland                  | Henrik Ibsen                                                                       |                                  | Premiär 10 oktober 1911 16 föreställningar |
| 1911 | En hustru för mycket La Passerelle                              | Francis de Croisset                                                                | Gunnar Klintberg                 | Premiär 19 oktober 1911 8 föreställningar |
| 1911 | För hem eller tro Glaube und Heimat                             | Karl Schönherr                                                                     | Gunnar Klintberg                 | Premiär 27 oktober 1911 21 föreställningar |
| 1911 | Den starkaste The Woman in the Case                             | Clyde Fitch                                                                        | Gunnar Klintberg                 | Premiär 17 november 1911 29 föreställningar |
| 1911 | Den gamla goda tiden                                            | Berndt Fredgren (pseudonym för Hjalmar Selander och Peter Fristrup)                |                                  | Premiär 6 december 1911 12 föreställningar |
| 1911 | Simson och Delila                                               |                                                                                    |                                  | Premiär 9 december 1911 Studentspex |
| 1911 | Stor-Klas och Lill-Klas                                         | Gustaf af Geijerstam                                                               |                                  | Premiär 26 december 1912 32 föreställningar |
| 1912 | Samhällets pelare Samfundets stötter                            | Henrik Ibsen                                                                       |                                  | Premiär 12 januari 1912 25 föreställningar |
| 1912 | Gustav Vasa                                                     | August Strindberg                                                                  | Victor Castegren                 | Premiär 22 januari 1911 13 föreställningar |
| 1912 | Höga rättvisan                                                  | Lothar Schmidt                                                                     | Sven Söderman                    | Premiär 8 februari 1912 2 föreställningar |
| 1912 | Quo Vadis?                                                      | Henryk Sienkiewicz                                                                 | Gunnar Klintberg                 | Premiär 2 mars 1912 57 föreställningar |
| 1912 | Hemligheten Apres moi                                           | Henry Bernstein                                                                    | Gunnar Klintberg                 | Premiär 23 april 1912 4 föreställningar |
| 1912 | De fem frankfurtarna Die fünf Frankfurter                       | Carl Rössler                                                                       |                                  | Premiär 4 maj 1912 27 föreställningar |
| 1912 | En midsommarnattsdröm A Midsummer Night's Dream                 | William Shakespeare                                                                | Victor Sjöström                  | Premiär 27 juni 1912 4 föreställningar |
| 1912 | Milstolpar Milestones                                           | Arnold Bennett och Edward Knoblock                                                 | Gunnar Klintberg                 | Premiär 9 december 1912 14 föreställningar |
| 1912 | Monna Vanna                                                     | Maurice Maeterlinck                                                                | Gunnar Klintberg                 | Premiär 14 september 1912 14 föreställningar |
| 1912 | Det starkare könet The Stronger Sex                             | John Valentine                                                                     |                                  | Premiär 24 september 1912 26 föreställningar |
| 1912 | Anna Karenina Anna Karénine                                     | Edmond Guiraud                                                                     | Victor Castegren                 | Premiär 16 oktober 1912 50 föreställningar |
| 1912 | Mitt land                                                       | Johannes Heuman                                                                    |                                  | Premiär 15 november 1912 1 föreställning |
| 1912 | Kejsarinnan Die Spielerin einer Kaiserin                        | Max Dauthendey                                                                     | Gunnar Klintberg                 | Premiär 9 december 1912 13 föreställningar |
| 1912 | Med i dansen                                                    | Hjalmar Bergstrøm                                                                  |                                  | Premiär 14 december 1912 11 föreställningar |
| 1912 | Bomullskungen                                                   | Algot Sandberg                                                                     |                                  | Premiär 28 december 1912 67 föreställningar |
| 1913 | Stor-Klas och Lill-Klas                                         | Gustaf af Geijerstam                                                               |                                  | Premiär 5 januari 1913 4 föreställningar |
| 1913 | Julius Caesar                                                   | William Shakespeare                                                                |                                  | Premiär 25 februari 1913 29 föreställningar |
| 1913 | Kasernluft Kasernenluft                                         | Hermann Martin Stein och Ernst Söhngen                                             | Victor Castegren                 | Premiär 28 mars 1913 12 föreställningar |
| 1913 | Principen Das Prinzip                                           | Hermann Bahr                                                                       | Gunnar Klintberg                 | Premiär 9 april 1913 17 föreställningar |
| 1913 | Larmtrumman                                                     | Maurice Hennequin                                                                  | Gunnar Klintberg                 | Premiär 26 april 1913 18 föreställningar |
| 1913 | Rovriddaren A Rablólovag                                        | Lajos Bíró                                                                         | Gunnar Klintberg                 | Premiär 15 maj 1913 17 föreställningar |
| 1913 | En kvinnas roman Das Buch einer Frau                            | Lothar Schmidt                                                                     |                                  | Premiär 30 augusti 1913 23 föreställningar |
| 1913 | Halvblod                                                        | Algot Sandberg                                                                     |                                  | Premiär 23 september 1913 Pauline Brunius, Constance Byström, Louise Fahlman, Tora Teje, Gösta Ekman, John W. Brunius, Torsten Hammarén, Oscar Johanson, Bror Olsson 30 föreställningar |
| 1913 | Rätten att döda                                                 | Pierre Frondale                                                                    |                                  | Premiär 11 oktober 1913 5 föreställningar |
| 1913 | Majolika                                                        | Leo Walter Stein och Ludvig Heller                                                 | Victor Castegren                 | Premiär 21 oktober 1913 33 föreställningar |
| 1913 | Det levande liket Живой труп, Zhivoy trup                       | Leo Tolstoj                                                                        | Gunnar Klintberg                 | Premiär 18 november 1913 13 föreställningar |
| 1913 | Katarina II av Ryssland Die Zarin                               | Melchior Lengyel och Lajos Bíró                                                    | Gunnar Klintberg                 | Premiär 6 december 1913 42 föreställningar |
| 1914 | Den okända La femme X                                           | Alexandre Bisson                                                                   |                                  | Premiär 4 januari 1914 9 föreställningar |
| 1914 | Magnus Stenbock                                                 | Arnold Munthe                                                                      | Gunnar Klintberg                 | Premiär 17 januari 1914 26 föreställningar |
| 1914 | Röda rummet                                                     | Algot Sandberg                                                                     |                                  | Premiär 30 januari 1914 11 föreställningar |
| 1914 | Arvtagarna                                                      | Ernst Didring                                                                      |                                  | Premiär 17 februari 1914 16 föreställningar |
| 1914 | Jungfrun av Orléans Die Jungfrau von Orleans                    | Friedrich Schiller Översättning Karl August Nicander                               | Gunnar Klintberg                 | Premiär 7 mars 1914 Pauline Brunius, Louise Fahlman, Olga Andersson, John W. Brunius, Gustaf Ranft, Gunnar Klintberg, Tore Svennberg, Gösta Ekman, Nils Arehn, Carl Barcklind, Axel Högel, Torsten Hammarén, Bror Olsson, Oscar Johanson, Vilhelm Bryde Scenografi Carl Grabow 37 föreställningar |
| 1914 | Fädrens missgärningar                                           | Algot Sandberg                                                                     |                                  | Premiär 22 mars 1914 14 föreställningar |
| 1914 | Inom lagens gränser Within the Law                              | Bayard Veiller                                                                     |                                  | Premiär 15 april 1914 16 föreställningar |
| 1914 | Det lyckliga valet Det lykkelige valg                           | Nils Kjær                                                                          | Gunnar Klintberg                 | Premiär 5 maj 1914 26 föreställningar |
| 1914 | Regina von Emmeritz                                             | Zacharias Topelius                                                                 | Gunnar Klintberg                 | Premiär 29 augusti 1914 6 föreställningar |
| 1914 | Engelbrekt och hans dalkarlar                                   | August Blanche                                                                     | Gunnar Klintberg                 | Premiär 11 september 1914 15 föreställningar |
| 1914 | Alexander den store                                             | Gustav Esmann                                                                      |                                  | Premiär 4 oktober 1914 54 föreställningar |
| 1914 | Sagan om vargen A farkas                                        | Ferenc Molnár                                                                      | Gunnar Klintberg                 | Premiär 21 november 1914 11 föreställningar |
| 1914 | Svanevit                                                        | August Strindberg                                                                  | Victor Castegren                 | Premiär 4 december 1914 Tora Teje, Gösta Ekman, Tore Svennberg, Pauline Brunius, Vilhelm Bryde, Ester Sahlin, Anna-Lisa Peterson, Marga Riégo, Märta Lindlöf, Constance Gibson, Axel Högel, Gösta Cederlund, Fredrik Tobiæson, Ester Sahlin, Märtha Lindlöf, Lydia Molander, Göta Klintberg 35 föreställningar |
| 1914 | Krig i fred Krieg im Frieden                                    | Gustav von Moser och Franz von Schönthan Översättning Axel Bosin                   |                                  | Premiär 26 december 1914 18 föreställningar |
| 1915 | Höbärgningen                                                    | Zacharias Topelius                                                                 |                                  | Premiär 4 januari 1915 1 föreställning |
| 1915 | En sommardröm                                                   | Elisabeth Brehmer                                                                  |                                  | Premiär 4 januari 1915 1 föreställning |
| 1915 | Guds gröna jord Erde                                            | Karl Schönherr                                                                     | Gunnar Klintberg                 | Premiär 13 januari 1915 6 föreställningar |
| 1915 | Hallå                                                           | Emmerich Földes                                                                    |                                  | Premiär 22 januari 1915 7 föreställningar |
| 1915 | Kameliadamen La Dame aux camélias                               | Alexandre Dumas den yngre                                                          | Gunnar Klintberg                 | Premiär 4 februari 1915 43 föreställningar |
| 1915 | Vi skiljas Divorçons                                            | Victorien Sardou och Émile de Najac                                                |                                  | Premiär 26 februari 1915 21 föreställningar |
| 1915 | Salome                                                          | Oscar Wilde                                                                        | Gunnar Klintberg                 | Premiär 26 februari 1915 21 föreställningar |
| 1915 | En omvändelse Une conversion                                    | Charles de Courcy                                                                  | Tore Svennberg                   | Premiär 19 mars 1915 8 föreställningar |
| 1915 | Rubicon Le Rubicon                                              | Édouard Bourdet                                                                    | Albert Ranft                     | Premiär 19 mars 1915 4 föreställningar |
| 1915 | Bland bålde riddersmän When Knights Were Bold                   | Harriet Jay                                                                        |                                  | Premiär 27 mars 1915 27 föreställningar |
| 1915 | När nämndemansmoras Ida skulle bortgiftas                       | Nanna Wallensteen                                                                  |                                  | Premiär 5 april 1915 4 föreställningar |
| 1915 | Damen från nattkaféet Le Dame de chez Maxim                     | Georges Feydeau                                                                    | Albert Ranft                     | Premiär 23 april 1915 20 föreställningar |
| 1915 | Grevarna Lannarsch                                              | Carl Rössler                                                                       | Gunnar Klintberg                 | Premiär 20 maj 1915 6 föreställningar |
| 1915 | Flygmaskinen                                                    | Ernst Didring                                                                      | Gunnar Klintberg                 | Premiär 28 augusti 1915 11 föreställningar |
| 1915 | Jeppe på berget Jeppe paa Bierget                               | Ludvig Holberg                                                                     | Olaf Poulsen                     | Premiär 8 september 1915 3 föreställningar |
| 1915 | Erasmus Montanus                                                | Ludvig Holberg                                                                     | Olaf Poulsen                     | Premiär 8 september 1915 3 föreställningar |
| 1915 | Primerose                                                       | Robert de Flers och Gaston Arman de Caillavet                                      | Gunnar Klintberg                 | Premiär 11 september 1915 53 föreställningar |
| 1915 | Mästerkatten i stövlarna Markis´en af Carabas                   | Palle Rosenkrantz                                                                  | Gunnar Klintberg                 | Premiär 30 oktober 1915 43 föreställningar |
| 1915 | Ungdom Jeunesse                                                 | André Picard                                                                       | Tore Svennberg                   | Premiär 4 december 1915 12 föreställningar |
| 1915 | Lycko-Pers resa                                                 | August Strindberg                                                                  | Gunnar Klintberg                 | Premiär 17 december 1915 Gösta Ekman, Tora Teje, Gustaf Ranft, Oscar Johanson, John W. Brunius, Axel Högel, Torsten Hammarén, Hugo Björne, Vilhelm Bryde, Arthur Cederborgh, Gösta Cederlund, Göta Klintberg, Maj Schultz, Lydia Molander, Maja Cederborgh, Marga Riégo, Barthel Ryberg, Edvard Strindin, Axel Lindberg, Sigge Malmgren, Ernst Persson, Olga Andersson Scenografi Carl Grabow, Koreografi Sven Fredriksson 25 föreställningar |
| 1916 | Frid på jorden Fred paa jorden                                  | Svend Rindom                                                                       | Gunnar Klintberg                 | Premiär 15 januari 1916 18 föreställningar |
| 1916 | Kvinnodjävulen Die Weibsteufel                                  | Karl Schönherr                                                                     | Gunnar Klintberg                 | Premiär 29 januari 1916 13 föreställningar |
| 1916 | Furst Myschkin                                                  | Hjalmar Meidell                                                                    | Gunnar Klintberg                 | Premiär 11 februari 1916 21 föreställningar |
| 1916 | Mycket väsen för ingenting Much Ado About Nothing               | William Shakespeare                                                                | Gunnar Klintberg                 | Premiär 3 mars 1916 40 föreställningar |
| 1916 | Muhlheimer & Katzberg Potash and Perlmutter                     | Montague Glass                                                                     | John W. Brunius                  | Premiär 8 april 1916 30 föreställningar |
| 1916 | Frökens man                                                     | Gabriel Dregely                                                                    | Gunnar Klintberg                 | Premiär 11 maj 1916 30 föreställningar |
| 1916 | Stridsäpplet                                                    | Olga Ott                                                                           | Gunnar Klintberg                 | Premiär 25 augusti 1916 14 föreställningar |
| 1916 | Onkel Bernhard                                                  | Armin Friedmann                                                                    | Gunnar Klintberg                 | Premiär 6 september 1916 6 föreställningar |
| 1916 | Frökens man                                                     | Gabriel Dregely                                                                    | Gunnar Klintberg                 | Premiär 14 september 1916 12 föreställningar |
| 1916 | Finfin hörntomt till salu Die gutgeschittene Ecke               | Hermann Sudermann                                                                  | Gunnar Klintberg                 | Premiär 27 september 1916 27 föreställningar |
| 1916 | Thora van Deken                                                 | Hjalmar Bergstrøm                                                                  | John W. Brunius                  | Premiär 24 oktober 1916 51 föreställningar |
| 1916 | Gamla Heidelberg Alt-Heidelberg                                 | Wilhelm Meyer-Förster                                                              |                                  | Premiär 19 december 1916 Gösta Ekman, Vilhelm Bryde, Thure Holm, Otto Malmberg, Hugo Björne, Gustaf Ranft, Torsten Hammarén, Oscar Johanson, Axel Högel, Gösta Cederlund, Axel Wesslau, Semmy Friedmann, Lydia Molander, Märtha Lindlöf, Tora Teje, Artur Cederborgh, Edvard Strindin, Alfred Nilsson, Josef Fischer, Ragnar Örnberger, Nils Ranft, Georg Blomstedt, Maja Cederborgh, Erik Brandt 55 föreställningar |
| 1917 | Näktergalen i Wittenberg                                        | August Strindberg                                                                  | Gunnar Klintberg                 | Premiär 26 januari 1917 6 föreställningar |
| 1917 | Magdalena Rudenschöld                                           | Arnold Munthe                                                                      | Gunnar Klintberg                 | Premiär 9 februari 1917 47 föreställningar |
| 1917 | Gustaf II Adolf                                                 | Ernst Didring                                                                      | Gunnar Klintberg                 | Premiär 30 mars 1917 17 föreställningar |
| 1917 | På de anklagades bänk On Trial                                  | Elmer L Reizenstein Bearbetning Edgard Høyer                                       | John W. Brunius                  | Premiär 18 april 1917 36 föreställningar |
| 1917 | Örnugen L'aiglon                                                | Edmond Rostand                                                                     | Konni Wetzer                     | Premiär 12 maj 1917 16 föreställningar |
| 1917 | Riddaren av i går Kék róka                                      | Ferenc Herczeg                                                                     | John W. Brunius                  | Premiär 5 september 1917 50 föreställningar |
| 1917 | Maria Magdalena Marie Magdeleine                                | Maurice Maeterlinck                                                                | Gunnar Klintberg                 | Premiär 18 oktober 1917 22 föreställningar |
| 1917 | Kring drottningen                                               | Brita von Horn                                                                     | Gunnar Klintberg                 | Premiär 9 november 1917 Pauline Brunius, Tora Teje, Gösta Ekman, Tore Svennberg, Gustaf Ranft, Oscar Johanson, Vilhelm Bryde, Nils Ranft, Märtha Lindlöf, Marga Riégo, Gunnar Klintberg, John W. Brunius, Torsten Hammarén, Georg Blomstedt, Hugo Björne, Josef Fischer, Artur Cederborgh 55 föreställningar |
| 1917 | Stor-Klas och Lill-Klas                                         | Gustaf af Geijerstam                                                               |                                  | Premiär 21 december 1917 Nils Ranft 23 föreställningar |
| 1918 | Råttfällan                                                      | Ernst Didring                                                                      | John W. Brunius                  | Premiär 15 januari 1918 61 föreställningar |
| 1918 | Misantropen                                                     | Molière                                                                            | Gunnar Klintberg                 | Premiär 18 mars 1918 17 föreställningar |
| 1918 | Signora Cavallini Romance                                       | Edward Sheldon                                                                     | Gunnar Klintberg                 | Premiär 5 april 1918 44 föreställningar |
| 1918 | Fata morgana                                                    | Ernest Vajda                                                                       | Gunnar Klintberg                 | Premiär 17 maj 1918 11 föreställningar |
| 1918 | Min hustru hovskådespelerskan Meine Frau, die Hofschauspielerin | Alfred Möller och Lothar Sachs                                                     | John W. Brunius                  | Premiär 31 augusti 1918 141 föreställningar |
| 1918 | Råttfällan                                                      | Ernst Didring                                                                      | John W. Brunius                  | Premiär 22 september 1918 7 föreställningar |
| 1918 | Magdalena Rudenschöld                                           | Arnold Munthe                                                                      | Gunnar Klintberg                 | Premiär 10 november 1918 9 föreställningar |
| 1918 | Marionetterna Les Marionnettes                                  | Pierre Wolff                                                                       | Donna Tommasini                  | Premiär 11 december 1918 |
| 1918 | Stor-Klas och Lill-Klas                                         | Gustaf af Geijerstam                                                               |                                  | Premiär 21 december 1918 |
| 1919 | Tutti-Frutti, revy                                              | Emil Norlander                                                                     |                                  | Premiär 1 januari 1919 150 föreställningar |
| 1919 | Två världar                                                     | Hans Wiers-Jenssen                                                                 | John W. Brunius                  | Premiär 3 januari 1919 14 föreställningar |
| 1919 | Kärlekens komedi Kjærlighedens Komedie                          | Henrik Ibsen                                                                       | Gunnar Klintberg                 | Premiär 17 januari 1919 32 föreställningar |
| 1919 | Fången                                                          | Ernst Didring                                                                      | John W. Brunius                  | Premiär 20 februari 1919 19 föreställningar |
| 1919 | Rödakorssystern                                                 | Gustaf Collijn                                                                     | Gunnar Klintberg                 | Premiär 14 mars 1919 56 föreställningar |
| 1919 | Carolus Rex                                                     |                                                                                    |                                  | Premiär 3 maj 1919 Studentspex |
| 1919 | Sanningen The Truth                                             | Clyde Finch                                                                        | John W. Brunius                  | Premiär 14 maj 1919 18 föreställningar |
| 1919 | Kungen Le roi                                                   | Gaston Arman de Caillavet, Robert de Flers och Emmanuel Arène                      | Gunnar Klintberg                 | Premiär 29 augusti 1919 48 föreställningar |
| 1919 | Romeo och Julia The Tragedy of Romeo and Juliet                 | William Shakespeare Översättning Carl August Hagberg                               | Gunnar Klintberg                 | Premiär 14 oktober 1919 Albin Lindahl, Hugo Björne, Torsten Hammarén, Gösta Ekman, Gustaf Ranft, Märtha Lindlöf, Tora Teje, Gunnar Klintberg, Erik Rosén, Torsten Bergström, Eric Malmlöf, Rudolf Wendbladh, Constance Byström, Gösta Andersson, Axel Janse, Oscar Johansson, Carl-Ivar Ytterman, Artur Cederborgh, Olga Wendbladh, Thure Holm, Svante Bodén, Carl Wiberg, Carl Engdahl Scenografi Carl Grabow 28 föreställningar |
| 1919 | Dödsdansen                                                      | August Strindberg                                                                  | Gunnar Klintberg                 | Premiär 11 november 1919 27 föreställningar |
| 1919 | Nyckeln och ringen                                              | August Brunius                                                                     | Tore Svennberg                   | Premiär 8 december 1919 79 föreställningar |
| 1920 | Struensee                                                       | Otto Erler                                                                         | Gunnar Klintberg                 | Premiär 27 februari 1920 75 föreställningar |
| 1920 | Mina damer och herrar Mine damer og herrer                      | Helge Krog och Rolf Hiorth-Schøyen                                                 |                                  | Premiär 4 maj 1920 7 föreställningar |
| 1920 | Det stora vi Det store vi                                       | Helge Krog                                                                         | Gunnar Klintberg                 | Premiär 18 augusti 1920 34 föreställningar |
| 1920 | Unge tsaren Carewicz                                            | Gabriela Zapolska                                                                  | Torsten Hammarén                 | Premiär 11 september 1920 7 föreställningar |
| 1920 | Nyckeln och ringen                                              | August Brunius                                                                     | Tore Svennberg                   | Premiär 18 september 1920 10 föreställningar |
| 1920 | Herr Bengts hustru                                              | August Strindberg                                                                  | Gunnar Klintberg                 | Premiär 2 oktober 1920 20 föreställningar |
| 1920 | Alexander den store                                             | Gustav Esmann                                                                      | Albert Ranft                     | Premiär 22 oktober 1920 53 föreställningar |
| 1920 | Ett köpmanshus i skärgården                                     | Frans Hedberg                                                                      | Justus Hagman                    | Premiär 28 november 1920 22 föreställningar |
| 1920 | Kärlekens tragedi Kjærlighetens tragedie                        | Gunnar Heiberg                                                                     | Torsten Hammarén                 | Premiär 13 december 1920 17 föreställningar |
| 1920 | Den gröna flickan                                               | August Brunius                                                                     | John W. Brunius                  | Premiär 30 december 1920 5 föreställningar |
| 1921 | Femina                                                          | C.B. van Rossem och I.F. Soesman                                                   |                                  | Premiär 11 januari 1921 70 föreställningar |
| 1921 | Svartsjuka Ревность, Revnost                                    | Michail Petrovitj Artsybasjev                                                      | Gunnar Klintberg                 | Premiär 22 mars 1921 21 föreställningar |
| 1921 | Så tuktas en argbigga The Taming of the Shrew                   | William Shakespeare                                                                | Gunnar Klintberg                 | Premiär 8 april 1921 31 föreställningar |
| 1921 | Hjältar Arms and the Man                                        | George Bernard Shaw                                                                | Gunnar Klintberg                 | Premiär 10 maj 1921 20 föreställningar |
| 1921 | Gröna hissen Fair and Warmer                                    | Avery Hopwood                                                                      |                                  | Premiär 16 augusti 1921 35 föreställningar |
| 1921 | Royal Suedois                                                   | Ejnar Smith                                                                        | Gunnar Klintberg                 | Premiär 9 september 1921 50 föreställningar |
| 1921 | Oliver Twist                                                    | J. Comyns Carr                                                                     | Justus Hagman                    | Premiär 9 oktober 1921 |
| 1921 | David och filistéerna                                           | Algot Sandberg                                                                     | Gunnar Klintberg                 | Premiär 21 oktober 1921 8 föreställningar |
| 1921 | Äkta makar                                                      | Peter Egge Översättning Nalle Halldén                                              | Torsten Hammarén                 | Premiär 4 november 1921 Märta Halldén, Göta Klintberg, Constance Byström, Torsten Hammarén, Erik Rosén, Arthur Cederborgh 18 föreställningar |
| 1921 | Kungens dansös Die Ballerina des Königs                         | Rudolf Presber och Leo Walter Stein                                                | Gunnar Klintberg                 | Premiär 18 november 1921 53 föreställningar |
| 1922 | Äktenskapets skärseld Mann und Frau                             | László Lakatos                                                                     | Gunnar Klintberg                 | Premiär 13 januari 1922 21 föreställningar |
| 1922 | Misantropen                                                     | Molière                                                                            | Gunnar Klintberg                 | Premiär 15 januari 1922 |
| 1922 | Liselotte                                                       | Rudolf Presber och Leo Walter Stein                                                | John W. Brunius                  | Premiär 3 februari 1922 5 föreställningar |
| 1922 | Paul Lange och Tora Persberg                                    | Bjørnstjerne Bjørnson                                                              | Gunnar Klintberg                 | Premiär 18 februari 1922 30 föreställningar |
| 1922 | Thora van Deken                                                 | Hjalmar Bergstrøm                                                                  | John W. Brunius                  | Premiär 23 mars 1922 7 föreställningar |
| 1922 | Damernas egen The Great Lover                                   | Leo Dietrichstein                                                                  | Gunnar Klintberg                 | Premiär 31 mars 1922 20 föreställningar |
| 1922 | Palacekungen                                                    | Henry Kistemaeker                                                                  | Gunnar Klintberg                 | Premiär 26 april 1922 20 föreställningar |
| 1922 | Chopin Iberia De fåvitska jungfrurna                            | Frederic Chopin Isaac Albéniz Kurt Atterberg                                       |                                  | Premiär 16 maj 1922 Koreografi Jean Börlin Gästspel av Svenska baletten |
| 1922 | Leksaksasken                                                    | Claude Debussy och André Hellé                                                     |                                  | Premiär 19 maj 1922 Koreografi Jean Börlin Gästspel av Svenska baletten |
| 1922 | El Greco Midsommarvaka                                          | Désiré-Emile Inghelbrecht Hugo Alfvén                                              |                                  | Premiär 19 maj 1922 Koreografi Jean Börlin Gästspel av Svenska baletten |
| 1922 | Divertissement Till Couperins minne                             | Maurice Ravel                                                                      |                                  | Premiär 26 maj 1922 Koreografi Jean Börlin Gästspel av Svenska baletten |
| 1922 | Dårhuset                                                        | Viking Dahl                                                                        |                                  | Premiär 27 maj 1922 Koreografi Jean Börlin Gästspel av Svenska baletten |
| 1922 | Dansgille Människan och hennes längtan                          | Eugène Bigot Darius Milhaud                                                        |                                  | Premiär 30 maj 1922 Koreografi Jean Börlin Gästspel av Svenska baletten |
| 1922 | Hamlet                                                          | William Shakespeare                                                                | Gunnar Klintberg Ingolf Schanche | Premiär 1 september 1922 50 föreställningar |
| 1922 | Kungens dansös Die Ballerina des Königs                         | Rudolf Presber och Leo Walter Stein                                                | Gunnar Klintberg                 | Premiär 12 september 1922 5 föreställningar |
| 1922 | Paul Lange och Tora Parsberg                                    | Bjørnstjerne Bjørnson                                                              | Gunnar Klintberg                 | Premiär 19 september 1922 3 föreställningar |
| 1922 | Äktenskapsleken Ekelei                                          | Hermann Bahr                                                                       | Gunnar Klintberg                 | Premiär 10 oktober 1922 3 föreställningar |
| 1922 | Doktorns dilemma                                                | George Bernard Shaw                                                                | Gunnar Klintberg                 | Premiär 21 oktober 1922 14 föreställningar |
| 1922 | Herdestunden                                                    | Édouard Bourdet                                                                    |                                  | Premiär 16 november 1922 40 föreställningar |
| 1922 | Gustav Vasa                                                     | August Strindberg                                                                  | Gunnar Klintberg                 | Premiär 29 december 1922 Gunnar Klintberg, Gösta Ekman, Carlo Keil-Möller, Pauline Brunius, Götha Klintberg, Ivan Hedqvist, Constance Gibson, Torsten Bergström, Gustaf Ranft, Hugo Björne, Oscar Johanson, Axel Lagerberg, Erik Rosén, Constance Byström, Inga Tidblad, Sven Quick, Svante Bodén, John W. Brunius, Edith Erastoff, Asta Billing, Einar Axelsson, Artur Cederborgh, Eric Malmlöf 28 föreställningar |
| 1923 | Gröna hissen Fair and Warmer                                    | Avery Hopwood                                                                      |                                  | Premiär 6 januari 1923 9 föreställningar |
| 1923 | Vi och de våra Loyalties                                        | John Galsworthy                                                                    | Gunnar Klintberg                 | Premiär 26 januari 1923 28 föreställningar |
| 1923 | Den berömda Mrs Fair The Famous Mrs. Fair                       | James Forbes                                                                       | John W. Brunius                  | Premiär 23 februari 1923 15 föreställningar |
| 1923 | Chaos                                                           |                                                                                    |                                  | Premiär 11 mars 1923 Studentspex |
| 1923 | Hedda Gabler                                                    | Henrik Ibsen                                                                       | Gunnar Klintberg                 | Premiär 14 mars 1923 25 föreställningar |
| 1923 | Sam Jackson i Paris L'air de Paris                              | Maurice Hennequin och Henry de Gorsse                                              | Gunnar Klintberg                 | Premiär 10 april 1923 25 föreställningar |
| 1923 | Alla syndares drottning Die Buchse der Pandora                  | Frank Wedekind                                                                     | Einar Fröberg                    | Premiär 5 maj 1923 27 föreställningar |
| 1923 | Den röde djävulen                                               | Gert Hartenau-Thiel                                                                | Ragna Wettergreen                | Premiär 1 juni 1923 2 föreställningar |
| 1923 | Prinsessan Turandot Turandot                                    | Carlo Gozzi                                                                        | Kotlubai Zavadskij Zahava        | Premiär 7 juni 1923 Gästspel av Konstnärliga teatern |
| 1923 | Bröllopet Свадьба, Svadba                                       | Anton Tjechov                                                                      | Vahtangow                        | Premiär 8 juni 1923 Gästspel av Konstnärliga teatern |
| 1923 | Den helige Antonius underverk La miracle de saint Antoine       | Maurice Maeterlinck                                                                |                                  | Premiär 8 juni 1923 Gästspel av Konstnärliga teatern |
| 1923 | Sanning är bra men lycka är bättre                              | Aleksandr Ostrovskij                                                               | Zahava                           | Premiär 9 juni 1923 Gästspel av Konstnärliga teatern |
| 1923 | Lilla modellen                                                  | Rudolf Eger                                                                        | Gunnar Klintberg                 | Premiär 1 september 1923 5 föreställningar |
| 1923 | Alexander den store                                             | Gustav Esmann                                                                      | Albert Ranft                     | Premiär 7 september 1923 13 föreställningar |
| 1923 | Mårdboan                                                        | Einar Fröberg                                                                      | Einar Fröberg                    | Premiär 14 september 1923 Erik Berglund 4 föreställningar |
| 1923 | Sam Jackson i Paris L'air de Paris                              | Maurice Hennequin och Henry de Gorsse                                              | Gunnar Klintberg                 | Premiär 18 september 1923 16 föreställningar |
| 1923 | En herre i frack L'homme en habit                               | André Picard Översättning Nils Johannisson                                         | Nils Johannisson                 | Premiär 3 oktober 1923 Gösta Ekman, Renée Björling, Ester Sahlin, Gerda Björne, Marga Riégo, Elsa Carlsson, Ingalill Söderman, Hugo Björne, Erik Berglund, Oscar Johanson, Erik Rosén, Einar Axelsson 77 föreställningar |
| 1923 | Knut Kraft                                                      | Georg Stousland                                                                    | Justus Hagman                    | Premiär 5 december 1923 2 föreställningar |
| 1923 | Gösta Berlings saga                                             | Selma Lagerlöf Bearbetning Algot Sandberg                                          | Gunnar Klintberg                 | Premiär 11 december 1923 Gösta Ekman, Oscar Byström, Pauline Brunius, Gunnar Klintberg, Constance Byström, Renée Björling, Einar Axelsson, Inga Tidblad, Oscar Johansson, Constance Gibson, Erik Randolf, Marga Riégo, Elsa Carlsson, Signe Törnquist, Gerda Björne, Erik Bergman, Hugo Björne, Erik Rosén, Bertil Tordemark, Georg Fernquist, Artur Cederborgh, Emil Lorentz, Axel Lagerberg, Harry Roeck-Hansen, Gösta Nohre, Svante Bodén, Gustaf Ranft, Götha Klintberg, Anna Hillberg, Ingalill Söderman, Stina Seelig, Eric Malmlöf, Edvard Bergström 29 föreställningar |
| 1923 | Gamla Heidelberg Alt-Heidelberg                                 | Wilhelm Meyer-Förster                                                              |                                  | Premiär 16 december 1923 |
| 1924 | Den farliga leken The Laughing Lady                             | Alfred Sutro                                                                       | Gunnar Klintberg                 | Premiär 11 januari 1924 26 föreställningar |
| 1924 | Gustav Vasa                                                     | August Strindberg                                                                  | Gunnar Klintberg                 | Premiär 22 januari 1924 Gunnar Klintberg, Gösta Ekman, Götha Klintberg, Ivan Hedqvist, Constance Gibson, Gustaf Ranft, Hugo Björne, Oscar Johanson, Axel Lagerberg, Erik Rosén, Constance Byström, Inga Tidblad, Svante Bodén, John W. Brunius, Einar Axelsson, Eric Malmlöf, Magnus Kesster, Gerda Björne, Erik Randolf, Artur Cederborgh, Harry Roeck-Hansen, Marga Riégo, Stina Seelig |
| 1924 | Kinangozi                                                       | Prins Wilhelm                                                                      | Gunnar Klintberg                 | Premiär 7 februari 1924 34 föreställningar |
| 1924 | Lyckoriddaren                                                   | Runar Schildt                                                                      | John W. Brunius                  | Premiär 14 mars 1924 13 föreställningar |
| 1924 | Marie Odile                                                     | Edward Knoblock                                                                    | Gunnar Klintberg                 | Premiär 28 mars 1924 15 föreställningar |
| 1924 | Det levande liket                                               | Leo Tolstoj                                                                        | Gunnar Klintberg                 | Premiär 4 april 1924 6 föreställningar |
| 1924 | Paul Lange och Tora Parsberg                                    | Bjørnstjerne Bjørnson                                                              | Gunnar Klintberg                 | Premiär 10 april 1924 9 föreställningar |
| 1924 | Marockanaren L'Insoumise                                        | Pierre Frondaie                                                                    | Gunnar Klintberg                 | Premiär 21 april 1924 8 föreställningar |
| 1924 | Gryningen, dagen och natten Il mattino, il giorno e il notte    | Dario Niccodemi                                                                    |                                  | Premiär 3 maj 1924 14 föreställningar |
| 1924 | Pärlhalsbandet                                                  | Lothar Schmidt                                                                     | Gunnar Klintberg                 | Premiär 17 maj 1924 10 föreställningar |
| 1924 | Annonsera It Pays to Advertise                                  | Roi Cooper Megrue och Walter Hackett                                               | Gunnar Klintberg                 | Premiär 27 maj 1924 5 föreställningar |
| 1924 | Den rätta Die Richtige                                          | Ludwig Fulda                                                                       | Gunnar Klintberg                 | Premiär 30 augusti 1924 7 föreställningar |
| 1924 | Riddaren av igår Kék róka                                       | Ferenc Herczeg                                                                     | John W. Brunius                  | Premiär 6 september 1924 10 föreställningar |
| 1924 | Säg att det är du                                               | Jacques Bousquet och Henri Falk                                                    | Gunnar Klintberg                 | Premiär 17 september 1924 Erik Berglund 10 föreställningar |
| 1924 | Charites porträtt                                               | Einar Christiansen                                                                 | Pauline Brunius                  | Premiär 27 september 1924 14 föreställningar |
| 1924 | En herre i frack L'homme en habit                               | André Picard Översättning Nils Johannisson                                         | Gunnar Klintberg                 | Premiär 8 oktober 1924 8 föreställningar |
| 1924 | Vendetta La cena delle beffe                                    | Sem Benelli                                                                        | Gunnar Klintberg                 | Premiär 17 oktober 1924 20 föreställningar |
| 1924 | Vad kvinnan vill                                                | Tor Hedberg                                                                        | Pauline Brunius                  | Premiär 6 november 1924 41 föreställningar |
| 1924 | Marie Odile                                                     | Edward Knoblock                                                                    | Gunnar Klintberg                 | Premiär 9 november 1924 3 föreställningar |
| 1924 | Den okända La femme X                                           | Alexandre Bisson                                                                   |                                  | Premiär 17 december 1924 13 föreställningar |
| 1924 | Graven under Triumfbågen Le tombeau sous l'Arc de Triomphe      | Paul Raynal Översättning Gunnar Klintberg                                          | Gunnar Klintberg                 | Premiär 29 december 1924 Gösta Ekman, Ivan Hedqvist, Inga Tidblad 47 föreställningar |
| 1925 | Dalin och drottningen                                           | August Brunius                                                                     | Gunnar Klintberg                 | Premiär 27 januari 1925 30 föreställningar |
| 1925 | Om jag ville Si je voulais                                      | Paul Geraldy och Robert Spitzer                                                    | John W. Brunius                  | Premiär 11 mars 1925 21 föreställningar |
| 1925 | Skuggan                                                         | Dario Nicodemi                                                                     | Nils Johannisson                 | Premiär 1 april 1925 20 föreställningar |
| 1925 | Lilla Dorrit                                                    | Franz von Schönthan                                                                | Gunnar Klintberg                 | Premiär 18 april 1925 9 föreställningar |
| 1925 | Herrn som kommer klockan 5                                      | Maurice Hennequin och Pierre Veber                                                 | Knut Nyblom Albert Ranft         | Premiär 1 maj 1925 Albert Ranft, Ester Sahlin, Ragnar Billberg, Oscar Johanson, Constance Gibson, Hugo Björne, Renée Björling, Gerda Björne, Artur Cederborgh, Per-Axel Larsson, Georg Funkquist, Axel Lagerberg, Eric Malmlöf 30 föreställningar |